# Parapallene arnaudae
Parapallene arnaudae là một loài nhện biển trong họ Callipallenidae. Loài này thuộc chi Parapallene. Parapallene arnaudae được miêu tả khoa học năm 1991 bởi Stock.